# Falešići
Falešići (en cyrillique : Фалешићи) est un village de Bosnie-Herzégovine. Il est situé dans la municipalité de Srebrenik, dans le canton de Tuzla et dans la fédération de Bosnie-et-Herzégovine. Selon les premiers résultats du recensement bosnien de 2013, il compte 535 habitants.

## Démographie

### Évolution historique de la population dans la localité
| 1948 | 1953 | 1961 | 1971 | 1981 | 1991 | 2013 |
| ---- | ---- | ---- | ---- | ---- | ---- | ---- |
| -    | -    | 469  | 472  | 454  | 467  | 535  |

|  |

### Communauté locale
En 1991, la communauté locale de Falešići comptait 1 019 habitants, répartis de la manière suivante :